# Urutaí
Urutaí là một đô thị thuộc bang Goiás, Brasil. Đô thị này có diện tích 626,717 km², dân số năm 2007 là 3304 người, mật độ 5,3 người/km².